# Jeffrey Pierce
Jeffrey Pierce (Denver, 13 dicembre 1971) è un attore ed ex modello statunitense.

## Biografia
La sua carriera inizia nel 1993 dove vince un concorso di bellezza e intraprende la carriera di modello e sfila per case di moda importanti fino a quando dopo che nel 1997 recita nel film Una banda di scoppiati e nel 2000 abbandona definitivamente la carriera di modello per diventare un attore. Successivamente reciterà in vari film come S1m0ne e in telefilm o serie TV in particolare Charlie Jade, dove è il protagonista; ha dato la voce a vari videogiochi da Call of Duty ai videogiochi di Jason Bourne, oltre ad avere fatto da motion capture a Tommy nella serie The Last of Us. Nel 2013 ha lavorato al film The Stranger Within.

## Filmografia

### Attore

#### Cinema
- Una banda di scoppiati, regia di Travis Fine (1997)
- Random Shooting in L.A., regia di Jeffrey Delman (2002)
- S1m0ne, regia di Andrew Niccol (2002)
- The Foreigner - Lo straniero, regia di Michael Oblowitz (2003)
- Alphonso Bow, regia di Lije Sarki (2010)
- The Space Between, regia di Travis Fine (2010)
- The Double, regia di Michael Brandt (2011)
- Any Day Now, regia di Travis Fine (2012)
- Stranger Within - L'inganno (The Stranger Within), regia di Adam Neutzsky-Wulff (2013)
- Becker's Farm, regia di Mark Roemmich (2014)
- Two Eyes, regia di Travis Fine (2020)

#### Televisione
- Pacific Blue – serie TV, episodio 3x11 (1997)
- Houdini, regia di Pen Densham – film TV (1998)
- Mr. Chapel (Vengeance Unlimited) – serie TV, episodio 1x08 (1998)
- Profiler - Intuizioni mortali (Profiler) – serie TV, episodio 2x14 (1998)
- Jackie Bouvier Kennedy Onassis, regia di David Burton Morris – film TV (2000)
- Big Apple – serie TV, 8 episodi (2001)
- West Wing - Tutti gli uomini del Presidente (The West Wing) - serie TV, episodio 4x05 (2002)
- Astronauts, regia di Robert Harmon – film TV (2002)
- For the People – serie TV, 9 episodi (2002-2003)
- Senza traccia (Without a Trace) – serie TV, episodio 1x12 (2003)
- Giudice Amy (Judging Amy) – serie TV, episodio 4x15 (2003)
- JAG - Avvocati in divisa (JAG) – serie TV, episodio 9x08 (2003)
- Boston Public – serie TV, episodio 4x10 (2003)
- Streghe – serie TV, episodio 6x17 (2004)
- Crossing Jordan – serie TV, episodio 5x09 (2005)
- NCIS - Unità anticrimine (NCIS) – serie TV, episodio 3x11 (2005)
- Charlie Jade – serie TV, 21 episodi (2005)
- Close to Home - Giustizia ad ogni costo – serie TV, 3 episodi (2007)
- The Nine – serie TV, 13 episodi (2006-2007)
- Close to Home - Giustizia ad ogni costo (Close to Home) – serie TV, 3 episodi (2007)
- Journeyman – serie TV, episodio 1x05 (2008)
- Life – serie TV, episodio 1x06 (2008)
- Eli Stone – serie TV, episodio 1x03 (2008)
- Criminal Minds – serie TV, episodio 3x18 (2008)
- Fear Itself – serie TV, episodio 1x01 (2008)
- Private Practice – serie TV, episodio 2x09 (2008)
- Long Island Confidential, regia di Guy Norman Bee – film TV (2008)
- Knight Rider – serie TV, 2 episodi (2008)
- Terminator: The Sarah Connor Chronicles – serie TV, 2 episodi (2009)
- Castle – serie TV, episodio 2x03 (2009)
- NCIS: Los Angeles – serie TV, episodio 1x12 (2009)
- Miami Medical – serie TV, episodio 1x11 (2010)
- CSI - Scena del crimine (CSI: Crime Scene Investigation) – serie TV, episodio 12x16 (2012)
- Alcatraz – serie TV, 6 episodi (2012-2013)
- Nikita – serie TV, episodio 3x01 (2012)
- Cult – serie TV, 8 episodi (2013)
- The Tomorrow People – serie TV, 15 episodi (2013-2014)
- Drop Dead Diva – serie TV, 4 episodi (2014)
- The Night Shift – serie TV, episodio 1x03 (2014)
- Justified – serie TV, 2 episodi (2015)
- The Mysteries of Laura – serie TV, episodio 2x05 (2015)
- Bosch – serie TV, 7 episodi (2017)
- Level Up Norge – serie TV, episodio 5x37 (2018)
- Hell's 9th Circle – serie TV, episodio 1x01 (2018)
- Castle Rock – serie TV, 5 episodi (2018)
- God Friended Me – serie TV, episodio 1x18 (2019)
- The Last of Us – serie TV, episodi 1x04-1x05 (2023)
- FBI: International – serie TV, episodio 3x02 (2024)

### Doppiatore

#### Televisione
- Love, Death & Robots – serie animata, episodio 1x13 (2019)

#### Videogiochi
- The Bourne Conspiracy (Robert Ludlum's The Bourne Conspiracy) (2008)
- Medal of Honor (2010)
- Medal of Honor: Warfighter (2012)
- The Last of Us (2013)
- Call of Duty: Ghosts (2013)
- Call of Duty: Infinite Warfare (2016)
- Call of Duty: World War II (2017)
- The Last of Us Parte II (2020)

## Doppiatori italiani
Nelle versioni in italiano delle opere in cui ha recitato, Jeffrey Pierce è stato doppiato da:
- Francesco Bulckaen in Streghe, Castle, The Stranger Within - L'Inganno
- Enrico Di Troia in Fear Itself, NCIS: Los Angeles
- Fabio Boccanera in Alcatraz, The Tomorrow People
- Francesco Pezzulli in NCIS - Unità anticrimine
- Marco Vivio in Private Practice
- Riccardo Scarafoni in CSI - Scena del crimine
- Loris Loddi in Charlie Jade
- Sandro Acerbo in Criminal Minds
- Davide Lepore in The Nine
- Andrea Lopez in The Double
- Francesco Venditti in Bosch
- Alberto Bognanni in The Last of Us (serie)
- Gianluca Machelli in FBI: International

Nei prodotti a cui partecipa come doppiatore, in italiano è stato sostituito da:
- Luigi Rosa in Medal of Honor: Warfighter, Medal of Honor
- Gabriele Marchingiglio in The Last of Us, The Last of Us Parte II
- Francesco Bulckaen in The Bourne Conspiracy
- Matteo Brusamonti in Call of Duty: Ghosts
- Matteo Zanotti in Call of Duty: World War II